# A quo primum
A quo primum  è una enciclica di papa Benedetto XIV, datata 14 giugno 1751, e scritta all'Episcopato polacco, nella quale il Pontefice dà alcune indicazioni circa il comportamento dei Cristiani nei confronti degli Ebrei, con i quali convivono nelle stesse città e negli stessi villaggi.

## Fonte
- Tutte le encicliche e i principali documenti pontifici emanati dal 1740. 250 anni di storia visti dalla Santa Sede, a cura di Ugo Bellocci. Vol. I: Benedetto XIV (1740-1758), Libreria Editrice Vaticana, Città del Vaticano 1993